# Station Biłgoraj Wąskotorowy
Station Biłgoraj Wąskotorowy is een spoorwegstation in de Poolse plaats Biłgoraj.